# Củng Sơn
Củng Sơn là thị trấn huyện lỵ của huyện Sơn Hòa, tỉnh Phú Yên, Việt Nam.
Thị trấn Củng Sơn có diện tích 22,21 km², dân số năm 1999 là 8689 người, mật độ dân số đạt 391 người/km².
Thị trấn Củng Sơn có các khu phố: Bắc Lý, Tịnh Sơn, Trung Hoà, Đông Hoà, Tây Hoà